# Małgorzata Wiese-Jóźwiak
Małgorzata Wiese-Jóźwiak (nhũ danh Wiese, sinh ngày 16 tháng 3 năm 1961) là một kiện tướng cờ vua người Ba Lan. Bà đã giành chức vô địch Cờ vua nữ Ba Lan năm 1985 và đạt danh hiệu kiện tướng quốc tế nữ (WIM) của FIDE vào năm 1981.

## Sự nghiệp cờ vua

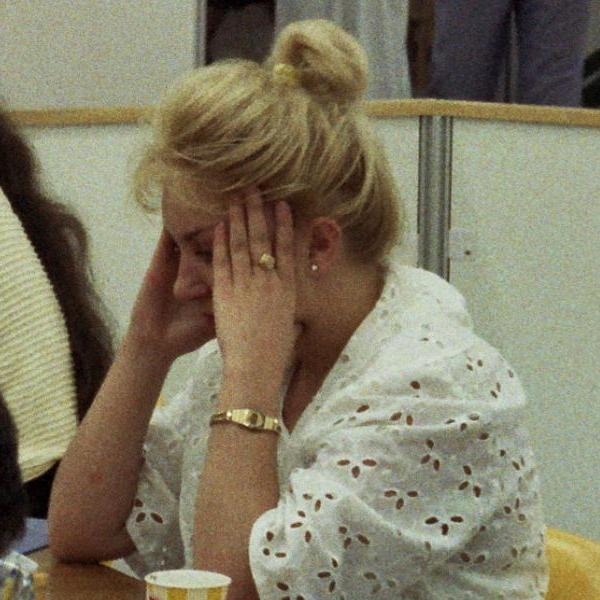
Małgorzata Wiese-Jóźwiak trong giải Cờ vua Olympiad (Dubai, 1986)

Małgorzata Wiese-Jóźwiak là con gái của nhà kinh tế học Ryszard Wiese. Năm 1976, Małgorzata Wiese-Jóźwiak giành chức Vô địch Cờ vua Thiếu niên Ba Lan. Từ giữa thập niên 1970 đến cuối thập niên 1980, bà là một trong những nữ kiện tướng hàng đầu của Ba Lan. Từ năm 1975 đến 1990, Małgorzata Wiese-Jóźwiak đã 14 lần tham gia các trận chung kết của Giải vô địch cờ vua nữ Ba Lan và giành được 9 huy chương: vàng (1985), 6 bạc (1978, 1982, 1983, 1986, 1988, 1990) và 2 đồng (1977, 1980) ).
Bà đã giành được hai huy chương trong Giải vô địch Cờ vua trẻ châu Âu - huy chương bạc (1981) và huy chương đồng (1979). Małgorzata Wiese-Jóźwiak vô địch các giải đấu quốc tế ở Piotrków Trybunalski (1980), Nałęczów (1980, 1982). Năm 1984, trong khuôn khổ giải đấu mở rộng ở Hamburg, Małgorzata Wiese-Jóźwiak hoàn thành tiêu chuẩn Đại kiện tướng. Năm 1985 tại Cúp Cờ vua Bắc Âu, bà thắng 6 ½ / 7 ván và nhận kết quả cá nhân xuất sắc nhất trong giải đấu này.
Małgorzata Wiese-Jóźwiak đại diện Ba Lan tham gia các kỳ Olympic Cờ vua nữ:
- Năm 1978, ở bảng dự bị đầu tiên trong Thế vận hội Cờ vua nữ lần thứ 8 tại Buenos Aires (+3, = 1, -2). Năm 1980, giành huy chương đồng đồng đội ở bảng ba trong cuộc thi Olympic Cờ vua nữ lần thứ 9 tại La Valletta (+5, = 3, -3),
- Năm 1982, Olympic Cờ vua nữ lần thứ 25 ở Lucerne (+7, = 3, -2),
- Năm 1984, Olympic Cờ vua lần thứ 26 (nữ) ở Thessaloniki (+4, = 3, -4),
- Năm 1986, Olympic Cờ vua lần thứ 27 (nữ) ở Dubai (+1, = 4, -3),
- Năm 1988, Olympic Cờ vua lần thứ 28 (nữ) ở Thessaloniki (+5, = 4, -2)

Ghi chú: +: thắng, = :hòa, -:thua.
Năm 1991, Małgorzata Wiese-Jóźwiak từ giã sự nghiệp cờ vua.